# Konrad Fihauser
Konrad Fihauser herbu własnego (ur. 22 września 1830 w Bruśniku - zm. 10 czerwca 1882, tamże) – ziemianin, prawnik, poseł na Sejm Krajowy Galicji i do austriackiej Rady Państwa

## Życiorys
Ukończył niemieckie Kleinseitner Gymnasium w Pradze a następnie kursy filozoficzne (1850-1851) w Krakowie i Wydział Prawa Uniwersytetu Jagiellońskiego.
Ziemianin, właściciel odziedziczonych dóbr Klikuszowa w pow. nowotarskim oraz dóbr Bruśnik i Siekierczyna w pow. grybowskim.
Poseł do Sejmu Krajowego Galicji II kadencji (1867–1869), wybrany w IV kurii obwodu Sącz, z okręgu wyborczego nr 64 Nowy Targ-Krościenko. 
Był również posłem do austriackiej Rady Państwa II kadencji (20 maja 1867 - 15 września 1869 15 grudnia 1869 - 31 marca 1870), wybranym przez Sejm w kurii XXII – jako delegat z grona posłów wiejskich okręgów: Gorlice, Nowy Sącz, Stary Sącz, Nowy Targ, Limanowa. W parlamencie austriackim członek Koła Polskiego w którego posiedzeniach regularnie uczestniczył.

## Rodzina
Urodził się w rodzinie ziemiańskiej, był starszym synem Konstantego (1801-1880) z jego pierwszego małżeństwa z Julianną z Konopków (ok. 1800-1836), miał trzy siostry: Florentynę (1828-1870) żonę posła na Sejm Krajowy Marcelego Drohojowskiego (1817-1909), Karolinę (1829-1903) i Ludwikę (ur. 1833). Jego przyrodnim bratem z drugiego małżeństwa ojca z Marianna z Pilińskich (1810-1855) był Stanisław (1843-1898). W 1861 ożenił się z Eugenią Stanisławą ze Stadnickich. Mieli sześć córek: Juliannę (1864-1941) żonę Michała Konopki (1856-1914), Zofię (1865-1935), Józefę (1869-1950) żonę Karola Ludwika Dąmbskiego (1859-1936), Annę (1877-1959) żonę Stanisława Strzeleckiego (1869-1916) i Teresę (1882-1915) oraz dwóch synów: ziemianina Stanisława (1868 - 1936) i jezuitę a potem pisarza Gustawa (1874-1938).